# Viktor Kuzník
Viktor Kuzník (* 24. ledna 1997 Opava) je český herec, od roku 2019 člen souboru Národního divadla Brno, držitel Ceny Thálie.

## Život
Absolvoval Střední školu průmyslovou a uměleckou Opava a následně od roku 2016 studoval činoherní herectví na DAMU v Praze. Již během školy nastudoval v Divadle Antonína Dvořáka v Příbrami roli Jana Dítěte v dramatizaci Hrabalova Obsluhoval jsem anglického krále (uváděno 2017 až 2020) a od roku 2018 zde hraje v inscenaci Testis – Agent tzv. společenský Martiny Kinské.
V roce 2019 se stal stálým členem souboru Národního divadla Brno, kde hrál např. jako Treplev v Čechovově Rackovi, Petr v Čapkově Matce, Orin v představení Smutek sluší Elektře ad. V Molièrově Amfytrionu se prostřídal jako Naukratés, Posiklés a Noc. V sezoně 2023/2024 byl obsazen také do titulních rolí Doranta ve Lháři Pierra Corneillea (režie: Aminata Keita) a Truffaldina v Goldoniho Sluhovi dvou pánů (režie: Martin Glaser).
Spolupracuje také s rozhlasem, svůj hlas propůjčil třeba Williamovi ve hře Krásný mladý obludy či vystupoval v podcastovém thrilleru Neklid. Věnuje se i dabingu. Podle vlastního vyjádření z ledna 2024 měl však smůlu na filmové či televizní obsazení. V roce 2022 vyhrál konkurz do filmu Tomáše Pavlíčka z prostředí vietnamské komunity, který však nebyl realizován, do natáčení blíže neurčené minisérie zase neblaze zasáhla epidemie covidu.
Byl nominován na Ceny divadelní kritiky za rok 2022 v kategorii Talent roku, ocenění však nezískal. Téhož roku ale získal cenu Thálie pro mladého herce do 33 let.
V létě 2023 se po asi sedmiletém vztahu oženil s manželkou Kristýnou.